# Yağlıtaş, Pozantı
Yağlıtaş là một xã thuộc huyện Pozantı, tỉnh Adana, Thổ Nhĩ Kỳ. Dân số thời điểm năm 2009 là 342 người.